# سركوك هوكر
سركوك هوكر (الاسم العلمي Sarcococca hookeriana)، نوع نبات من السركوك. ساقه تعلو من 90 إلى 120 سم. أوراقه إهليلجية الشكل تطول من 5 إلى 12 سم. أزهاره إلى الصفار العابق. ثماره نصق كروية الشكل سوداء اللون.
المصطلح اللاتيني لأسم النوع هوريريانا يشير إلى السير جوزيف د. هوكر
.